# Torgueda
Torgueda é uma povoação portuguesa sede da Freguesia de Torgueda do Município de Vila Real, freguesia com 5,12 km² de área e 1234 habitantes (censo de 2021), tendo, por isso, uma densidade populacional de 241 hab./km².

## Geografia
Estende-se dos contrafortes da Serra do Marão, nos limites da região da Campeã, em direção a nascente.
A Freguesia de Torgueda inclui no seu território os seguintes lugares: Abelheira, Arnadelo, Arrabães, Barro Vermelho, Castedo, Faijo, Farelães, Meneses, Moçães, Pomarelhos, Rendeiro, Sardoeira (urbanização recente, surgida do "êxodo urbano", lugar partilhado com a freguesia vizinha de Pena, Quintã e Vila Cova), Torgueda e Tuizendes.

## Demografia
A população registada nos censos foi:
| Distribuição da População por Grupos Etários | Distribuição da População por Grupos Etários | Distribuição da População por Grupos Etários | Distribuição da População por Grupos Etários | Distribuição da População por Grupos Etários |
| -------------------------------------------- | -------------------------------------------- | -------------------------------------------- | -------------------------------------------- | -------------------------------------------- |
| Ano                                          | 0-14 Anos                                    | 15-24 Anos                                   | 25-64 Anos                                   | > 65 Anos                                    |
| 2001                                         | 259                                          | 254                                          | 804                                          | 266                                          |
| 2011                                         | 170                                          | 168                                          | 730                                          | 314                                          |
| 2021                                         | 106                                          | 125                                          | 640                                          | 363                                          |

## História
Um lugar desta freguesia, Tuizendes, é referido num documento datado de 1091. Em 1128, São Salvador de Torgueda surge como co-beneficiária (com São Miguel da Pena) de um couto criado por D. Teresa. Nas Inquirições de 1220, São Salvador de Torgueda aparece como paróquia.
Entre os séculos XVI e XIX a freguesia de Torgueda partilhava com a vizinha antiga freguesia da Pena o lugar que até 2013 constituiu a freguesia de Quintã, isto é, os habitantes desta aldeia pertenciam em anos alternados às paróquias de São Salvador de Torgueda e São Miguel da Pena.
No século XVIII pertencia à Casa do Infantado.